# Changzhi (Pingtung)
Changzhi (chinesisch 長治鄉, Pinyin Chángzhì Xiāng, W.-G. Ch'ang2-chih4 Hsiang1, Pe̍h-ōe-jī Chángjhìh Siang) ist eine Landgemeinde im Landkreis Pingtung auf Taiwan (Republik China).

## Lage
Changzhi liegt östlich der Stadt Pingtung im nördlichen Abschnitt der Pingtung-Ebene, einer Schwemmebene, die sich westlich des südlichen Zentralgebirges erstreckt. Die Nachbargemeinden sind Pingtung und Jiuru im Westen, Yanpu im Norden und Nordosten, Neipu im Osten und Südosten, sowie Linluo im Süden.

## Geschichte
Die ursprünglichen Bewohner des Gebietes waren Angehörige austronesischer Stämme (Pingpu), die Vorfahren der heutigen indigenen Völker Taiwans. Die ersten Han-chinesischen Siedler erkundeten im Jahr 1685 zur Regierungszeit des Qing-Kaisers Kangxis die Gegend. Eine dauerhafte bäuerliches Han-Siedlung gab es im Jahr 1699 im Bereich des heutigen Dorfes Xiangyang. Nach einem tropischen Sturm wurde die Siedlung etwas weiter nördlich ins heutige Dorf Changxing verlegt. Aus dem Dorfnamen entwickelte sich später der heutige Gemeindename Changzhi. Da der Regen ganz überwiegend in den Sommermonaten fällt, erbauten die Neusiedler Bewässerungsanlagen für den Reisanbau auch in der trockenen Jahreszeit.
Auf dem Gebiet von Changzhi fand am 26. November 1895 im japanisch-chinesischen Krieg während der japanischen Invasion Taiwans das letzte größere Gefecht mit den japanischen Invasionstruppen statt.
Während der japanischen Herrschaft über Taiwan (1895–1945) war Changzhi ab den 1920er Jahren administrativ Teil des Kreises Pingtung in der Präfektur Taichū. Nach der Übertragung der Insel Taiwan an die Republik China im Jahr 1945 wurde im Jahr 1946 die Verwaltungseinheit Changzhi geschaffen, die zunächst zur damals kreisfreien Stadt Pingtung gehörte und 1950 zu einer Landgemeinde im neu gebildeten Landkreis Pingtung wurde. Im Jahr 1955 wurden sieben südliche Dörfer abgetrennt und daraus die neue Gemeinde Linluo gebildet.

## Bevölkerung
Ein relativ großer Teil der Bevölkerung (ca. 65 %) gehört der Hakka-Volksgruppe an, etwa 32 % gelten als Hoklo und 2,4 % sind „Sonstige“, meist Angehörige des Volks der Paiwan.
| Gliederung von Changzhi |
|                         |

## Verwaltungsgliederung
Changzhi ist in 16 Dörfer (村,  Cūn) gegliedert:
1. Changxing (長興村)

2. Tantou (潭頭村)

3. Xianyang (香楊村)

4. Xintang (新潭村)

5. Jinxing (進興村)

6. Lunshang (崙上村)

7. Fuxing (復興村)

8. Decheng (德成村)

9. Derong (德榮村)

10. Dexie (德協村)

11. Dehe (德和村)

12. Fanhua (繁華村)

13. Ronghua (榮華村)

14. Fanchang (繁昌村)

15. Fanrong (繁榮村)

16. Fanlong (繁隆村)

## Verkehr
Die Nationalstraße 3 (Autobahn) durchzieht Changzhi von Nordwesten kommend und biegt in einem Bogen Richtung Süden ab. Sie wird durch zwei Provinzstraßen gekreuzt: zum einen die Provinzstraße 3, die von Westen nach Nordosten zentral durch Changzigh zieht und zum anderen die Provinzstraße 27, die nur den nordwestlichen Zipfel des Gemeindegebiets streift.

## Landwirtschaft
Die Wirtschaftsstruktur ist von der Landwirtschaft geprägt. Etwa 3670 Hektar werden landwirtschaftlich genutzt. Hauptanbauprodukte sind Betelnuss, Kokosnuss, Bambussprossen, Zuckerrohr, Papaya und Javaapfel. Der Reisanbau ist stark zurückgegangen und nimmt nur etwa 25 ha ein. Größere Bedeutung hat die Schweinezucht. Die Fischzucht spielt bisher eine geringe Rolle.

## Besonderheiten
Changzhi ist ein Zentrum der Hakka-Kultur im Landkreis Pingtung. An das Gefecht im Jahr 1895 bei der japanischen Eroberung Taiwans erinnert das sechseckige „Sechs-Haufen-antijapanische Denkmal“ (六堆抗日紀念碑,  Liùduī Kàngrì Jìniànbēi) im Dorf Changxing, das am 1. Januar 1996 anlässlich des 100. Jahrestages des Ereignisses eingeweiht wurde. Der Name des Denkmals nimmt Bezug darauf, dass das Gefecht auf taiwanischer Seite von sechs Gruppen von Freiwilligen bestritten wurde.
In Changzhi befindet sich ein 233 Hektar großer Landwirtschaftlicher Biotechnologiepark (農業生物科技園區). Der Technologiepark wurde am 25. Februar 1992 gegründet, mit dem Ziel die technologische Entwicklung der taiwanischen Landwirtschaft voranzutreiben. Hier werden neue Pflanzenzüchtungen, biologische Schädlingsbekämpfung, Tierimpfstoffe usw. getestet.

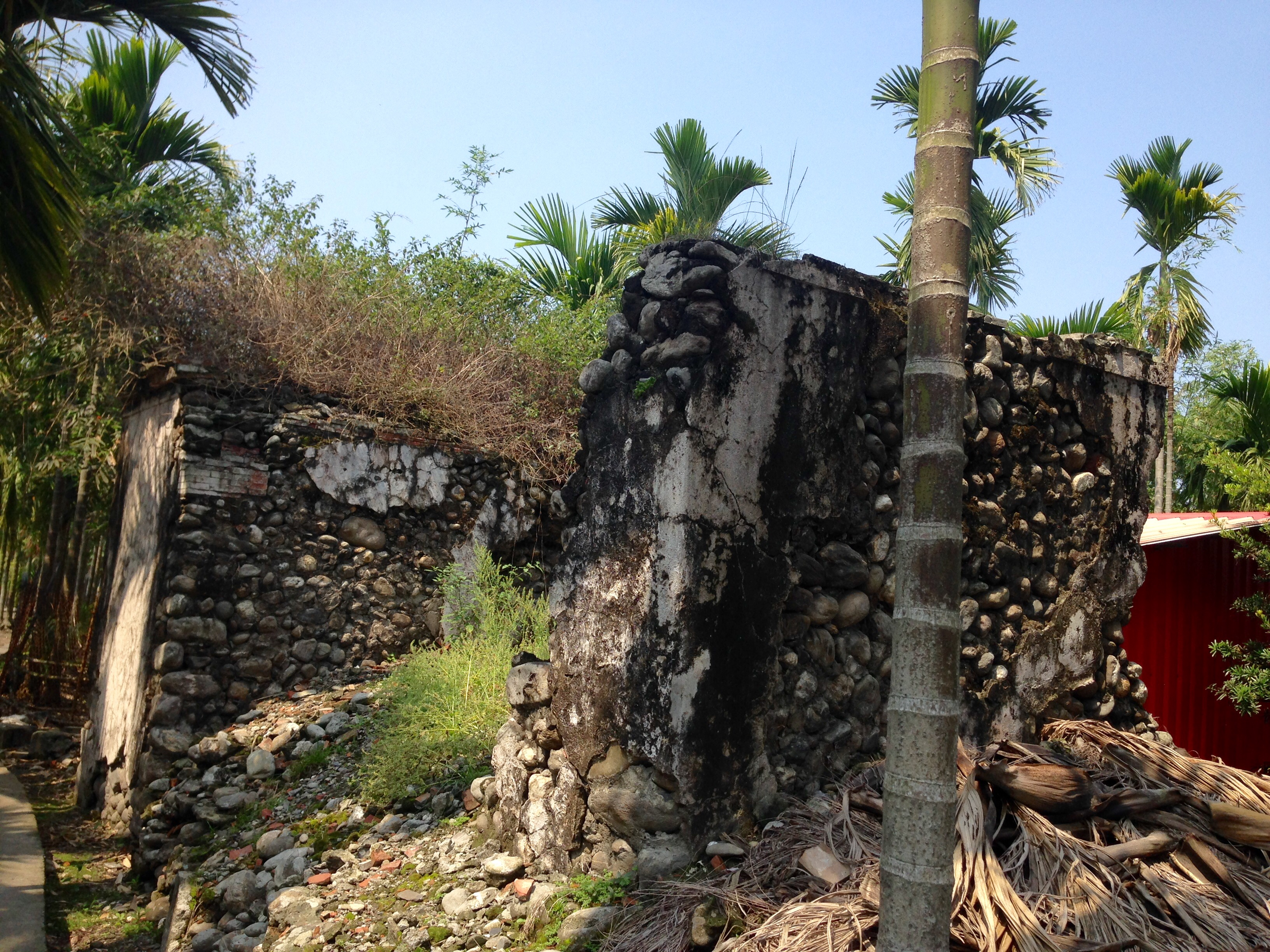
Überreste eines Wasserspeichers aus der Qing-Zeit
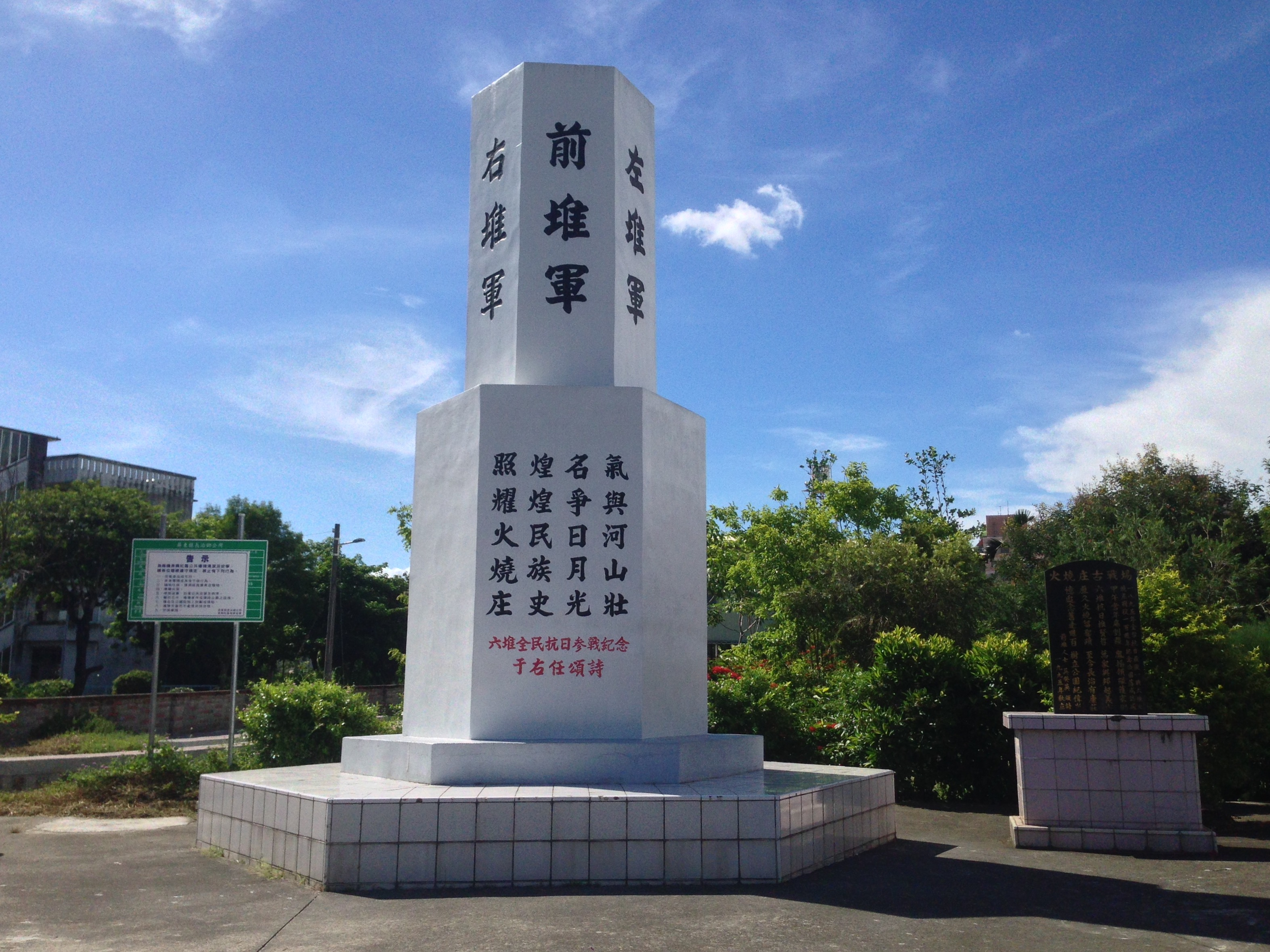
„Sechs-Haufen-antijapanisches Denkmal“

## Personen
- Su Jia-chyuan (* 1956 in Changzhi), DDP-Politiker und seit dem 1. Februar 2016 Präsident des Legislativ-Yuans